# Championnat du Ghana de football 1983
Navigation
Saison précédente Saison suivante
La saison 1983 du Championnat du Ghana de football est la vingt-cinquième édition de la première division au Ghana, la Premier League. Elle regroupe, sous forme d'une poule unique, les douze meilleures équipes du pays qui se rencontrent deux fois, à domicile et à l'extérieur. En fin de saison, les deux derniers du classement sont relégués et remplacés par les deux meilleures formations de deuxième division.
C'est le club d'Asante Kotoko, tenant du titre, qui remporte à nouveau le championnat cette saison après avoir terminé en tête du classement final, avec trois points d'avance sur Sekondi Hasaacas et cinq sur Great Olympics. C'est le douzième titre de champion du Ghana de l'histoire du club. 

## Les clubs participants
| - Hearts of Oak SC - Asante Kotoko - Bofoakwa Tano FC - Promu de D2 - Great Olympics - Real Tamale United - Standfast FC | - Eleven Wise - State Traders of the GNTC - Promu de D2 - Sekondi Hasaacas - Cornerstones Kumasi - Brong Ahafo United - Okwahu United |

## Compétition
Le barème de points servant à établir les classements se décompose ainsi :
- Victoire : 2 points
- Match nul : 1 point
- Défaite : 0 point

### Première phase
| Rang | Équipe                     | Pts | J  | G  | N  | P  | Bp | Bc | Diff |
| ---- | -------------------------- | --- | -- | -- | -- | -- | -- | -- | ---- |
| 1    | Asante KotokoT             | 33  | 22 | 15 | 3  | 4  | 46 | 20 | +26  |
| 2    | Sekondi Hasaacas           | 30  | 22 | 13 | 4  | 5  | 32 | 19 | +13  |
| 3    | Great OlympicsC            | 28  | 22 | 11 | 6  | 5  | 20 | 22 | -2   |
| 4    | Hearts of Oak SC           | 26  | 22 | 8  | 10 | 4  | 27 | 24 | +3   |
| 5    | Eleven Wise                | 21  | 22 | 9  | 3  | 10 | 19 | 20 | -1   |
| 6    | Real Tamale United         | 20  | 22 | 9  | 2  | 11 | 34 | 34 | 0    |
| 7    | Brong Ahafo United         | 19  | 22 | 5  | 9  | 8  | 26 | 29 | -3   |
| 8    | Bofoakwa Tano FCP          | 19  | 22 | 6  | 7  | 9  | 18 | 26 | -8   |
| 9    | Cornerstones Kumasi        | 18  | 22 | 5  | 8  | 9  | 24 | 26 | -2   |
| 10   | Okwahu United              | 18  | 22 | 5  | 8  | 9  | 16 | 19 | -3   |
| 11   | Standfast FC               | 17  | 22 | 6  | 5  | 11 | 20 | 29 | -9   |
| 12   | State Traders of the GNTCP | 14  | 22 | 3  | 8  | 11 | 15 | 28 | -13  |

|  | Qualification pour la Coupe des clubs champions africains 1984                        |
|  | Qualification pour la Coupe des Coupes 1984                                           |
|  | Qualification pour la Coupe de l'UFOA 1984                                            |
|  | Relégation directe en deuxième division                                               |
|  | T : Tenant du titre C : Vainqueur de la Coupe du Ghana P : Promu de deuxième division |

## Bilan de la saison
| Championnat du Ghana de football 1982-1983 |                           |
| Champion                                   | Asante Kotoko (12e titre) |
| Coupes et trophées                         |                           |
| Vainqueur de la Coupe du Ghana 1982-1983   | Great Olympics            |
| Qualifications continentales               |                           |
| Coupe des clubs champions africains 1984   | Asante Kotoko             |
| Coupe des Coupes 1984                      | Great Olympics            |
| Coupe de l'UFOA 1984                       | Sekondi Hasaacas          |
| Promotions et relégations                  |                           |
| Promus en Premier League                   | Neoplan Star              |
| Promus en Premier League                   | Venomous Vipers           |
| Relégués en Second League                  | Standfast FC              |
| Relégués en Second League                  | State Traders of the GNTC |